# Reserva de la biosfera Los Tuxtlas
La Reserva de la Biosfera Los Tuxtlas es un Área Natural Protegida que se localiza en las regiones de Los Tuxtlas y Olmeca, en el sur del estado de Veracruz, México. Se encuentra a 170 kilómetros del puerto de Veracruz. Abarca territorios de los municipios de Ángel R. Cabada, Santiago Tuxtla, San Andrés Tuxtla, Catemaco, Mecayapan, Tatahuicapan de Juárez, Soteapan y Pajapan. La Reserva consiste en tres Zonas Núcleo (comprendida por los volcanes San Martín Tuxtla, Santa Martha y San Martín Pajapan, con un área de 29 720 ha) y una zona de amortiguamiento (con 125 402 ha). La superficie total de la reserva es de 155 122 ha.    
Es una de las Áreas Naturales Protegidas de mayor importancia en México, la cual ha sido objeto de numerosas investigaciones biológicas, que han brindado muchos conocimientos acerca de las regiones tropicales nativas mexicanas.   
A pesar de su estatus, la Reserva está severamente amenazada por la implacable deforestación de la zona de amortiguamiento a causa de décadas de aprovechamiento extensivo, principalmente por la actividad ganadera, el acaparamiento de tierras, el reparto agrario y la colonización (creación de nuevos centros de población) para el incremento de la producción agrícola y ganadera; procesos que datan de la década de los 50's del siglo XX. También sufre la sobreexplotación de sus recursos hídricos, principalmente en la parte sur de la Reserva: la Presa Yuribia, ubicada en el municipio de Tatahuicapan de Juárez, suministra agua a los municipios de Coatzacoalcos, Minatitlán y Cosoleacaque, mientras que el manantial de El Platanillo, localizado en el municipio de Soteapan, da servicio a Acayucan, Oluta y Soconusco; ambos afluentes acuíferos abastecen de agua a las principales ciudades del sur del estado de Veracruz.   
Los primeros intentos para proteger el ecosistema de la región datan de 1937, cuando se emitió un decreto en el Diario Oficial de la Federación en donde se declaró como Zona Protectora Forestal Vedada a la Cuenca Hidrográfica del Lago de Catemaco, con el propósito de frenar el proceso de deforestación en la región y el cambio de uso del suelo, con una superficie de 28,500 ha.   
En 1967 fue fundada la Estación de Biología Tropical "Los Tuxtlas" con una superficie de 700 ha (hoy en día son 640 ha), la institución responsable de administrarla es el Instituto de Biología de la Universidad Nacional Autónoma de México; en 1968 empezó a prestar sus servicios como centro de investigación, enseñanza y difusión. En 1984 se llevó a cabo una fase secundaria dedicada a la construcción, ampliación y remodelación de la estación. La estación consiste en un bosque tropical denominado selva alta perennifolia en buen estado de conservación, así como su infraestructura para la investigación y la información acumulada, como resultado del trabajo de múltiples investigadores en distintos campos de la biología.   
En 1979, por decreto presidencial publicado en el Diario Oficial de la Federación, se establece como Zona Protectora Forestal y Refugio Faunístico al Volcán de San Martín con una superficie de 5,533 ha,  con el fin de detener los elevados procesos de deforestación y saqueo de recursos naturales.   
En 1980, por decreto presidencial publicado en el Diario Oficial de la Federación, se instaura como Zona de Protección Forestal y Refugio de la Fauna Silvestre a la Sierra de Santa Marta, conformada por 83,000 ha con el objetivo de detener los procesos de deforestación y saqueo de recursos naturales.   
En 1989, la Universidad Veracruzana adquirió 220 ha para establecer el Parque de la Flora y la Fauna Silvestre Tropical "Pipiapan" (hoy Unidad de Manejo Ambiental “Hilda Ávila de O’Farrill”), para dedicarse a la investigación de los ecosistemas tropicales.   
En 1991, el Grupo Veracruzano de Rescate Ecológico A.C., adquirió 300 ha de selva en las inmediaciones de la zona conocida como El Bastonal, dentro de la Sierra de Santa Martha, para destinarlas a la conservación. Posteriormente estos terrenos fueron expropiados por el gobierno federal como parte de la futura Zona Núcleo II de la Reserva.   
Finalmente, el 13 de noviembre de 1998, por Decreto se declara la Reserva de la Biosfera Los Tuxtlas, publicado en el Diario Oficial de la Federación el 23 de noviembre de 1998, recategorizando dos Áreas Naturales Protegidas existentes, integrándolas en una misma.   
Además de enorme biodiversidad terrestre de la Reserva, existen regiones costeras con gran riqueza natural, por ejemplo los manglares de la Laguna de Sontecomapan, ubicados en el municipio de Catemaco y los arrecifes de coral frente a las playas del ejido de Los Arrecifes, que pertenece al municipio de Mecayapan. Desde 2008, existe la iniciativa para declarar tales zonas como una nueva Área Natural Protegida con la categoría de Área de Protección de Flora y Fauna, bajo el nombre de Los Arrecifes de Los Tuxtlas, que cuenta con una superficie total de 149,299 hectáreas (144,557 ha de superficie marina y 4,741 ha terrestres).   
Además de los esfuerzos gubernamentales, existen asociaciones civiles comprometidas con la conservación de la Reserva de la Biósfera, como Defensores del Medio Ambiente de Los Tuxtlas A.C., El Timbre A.C., La Otra Opción A.C., Proyecto Sierra de Santa Marta A.C., Agua y Monte de Pajapan S.C. de R.L. de C.V., entre otras.

## Biodiversidad
De acuerdo al Sistema Nacional de Información sobre Biodiversidad de la Comisión Nacional para el Conocimiento y Uso de la Biodiversidad (CONABIO) en la Reserva de la Biosfera Los Tuxtlas habitan más de 6,650 especies de plantas y animales de las cuales 334 se encuentra dentro de alguna categoría de riesgo de la Norma Oficial Mexicana NOM-059  y 138 son exóticas,